# Mezoregion Wigier i Rospudy
Mezoregion Wigier i Rospudy (II.10) – mezoregion przyrodniczo-leśny w Krainie Mazursko-Podlaskiej.
Mezoregion położony jest w północno-wschodniej Polsce w woj. podlaskim. Graniczy z mezoregionami: Pojezierza Suwalskiego, Puszczy Augustowskiej i Pojezierza Ełckiego. Powierzchnia mezoregionu wynosi 490km².
Lasy i ekosystemy seminaturalne zajmują ok. 38% powierzchni (same lasy ok. 35% – 170km²). 65% powierzchni lasów zarządzanych jest przez Regionalną Dyrekcję Lasów Państwowych w Białymstoku (wschodnia część Nadleśnictwa Szczebra, południowa Nadleśnictwa Suwałki i północna Nadleśnictwa Augustów). 
Najczęściej występują krajobrazy naturalne glacjalne pagórkowate oraz fluwioglacjalne równinne i faliste. Do rzadszych należą krajobrazy zalewowych den dolin – akumulacyjne. Na powierzchni występują najczęściej utwory geologiczne zlodowacenia północnopolskiego, przede wszystkim plejstoceńskie piaski i żwiry
sandrowe. W południowej części regionu porośnięte są lasami. W południowo-zachodniej części występują żwiry, piaski, głazy i glin moren czołowych. W sąsiedztwie rzek i jezior znajdują się holoceńskie piaski, żwiry, mady rzeczne, torfy i namuły. Duża powierzchnia torfowisk, do których przyczyniło się wybudowanie w XIX wieku kamiennych progów na rzece Rospuda, położona jest w Dolinie Rospudy.
Wśród roślinności dominują śródlądowe bory sosnowe i subborealne bory mieszane. Mniejszą powierzchnię zajmują bory mieszane i grądy subborealne (północno-zachodnia część).